# New York Blackout
Pour les articles homonymes, voir Blackout.
Pour plus de détails, voir Fiche technique et Distribution.
New York blackout est un film franco-québécois réalisé par Eddy Matalon et sorti en 1978.

## Synopsis
À New York, pendant une panne d'électricité, quatre délinquants séquestrent et cambriolent un à un les habitants d'un immeuble cossu.

## Fiche technique
- Titre : New York blackout
- Titre original : Blackout
- Autres titres :
  - Blackout à New York
- Réalisation : Eddy Matalon
- Scénario : John C.W. Saxton d'après une idée de John Dunning et Eddy Matalon
- Photographie : Jean-Jacques Tarbès
- Costumes : Blanche-Danielle Boileau
- Décors : Jocelyn Joly
- Son : Henri Blondeau
- Montage : Debra Karen
- Musique : Didier Vasseur
- Production : 	Dal-Agora (Montréal) - Maki Films (Paris) - Sommerville House Production (Montréal)
- Pays d'origine :  France -  Québec
- Durée : 92 minutes
- Dates de sortie : 
  - France - 28 juin 1978
  - États-Unis - 28 juin 1978
  - Québec - 25 août 1978

## Distribution
- Jim Mitchum : Dan Evans
- Robert Carradine : Christie
- Belinda Montgomery : Annie Gallo
- Ray Milland : Richard Stafford
- June Allyson : Mme Grant
- Jean-Pierre Aumont : Henri Lee
- Don Granberry : Chico
- Terry Haig : Eddy
- Victor B. Tyler : Marcus
- Fred Doederlein : M. Grant